# Демонстрационная версия компьютерной игры
Демонстрационная версия компьютерной игры, демоверсия игры (англ. Game demo) — версия компьютерной игры, которая служит для её демонстрации и рекламы и распространяется бесплатно. Демоверсия игры выпускается до или сразу после выпуска игры и предназначена для того, чтобы потенциальная аудитория «ощутила» игру, её геймплей и другие особенности, и потом приняла решение, покупать ли игру. Демоверсия игры отличается от полной релизной версии тем, что она фактически составляет лишь небольшую часть игры. Как правило, демоверсия игры содержит один или несколько игровых уровней, или же ограничивает возможное время игры. Цель демоверсии — дать игроку представление о полной версии игры, но не заменить её собой.

## История
В начале 1990-х годов распространение условно-бесплатных версий игры являлось популярным методом издания для небольших разработчиков. Этой концепции придерживались такие молодые на то время компании, как Apogee Software (ныне 3D Realms), Epic Megagames (Epic Games) и id Software. Данный тип распространения давал пользователям шанс попробовать бесплатную часть игры до того, как решить, покупать полную версию или нет. Как правило, бесплатная часть представляла собой первый эпизод или секцию игры. Стойки с играми на дискетах формата 5 1/4" и позже 3.5" были распространены во многих магазинах, и их стоимость была очень низкой. Поскольку shareware-игры по существу были бесплатными, в цену входила лишь стоимость носителя, упаковки и поставки товара. Иногда диски с демо-играми помещались внутрь упаковок с диском другой игры, изданной этой же компанией, в качестве довеска.
К середине 90-х годов размер игр увеличился настолько, что их стали выпускать на отдельных компакт-дисках, а не на дискетах. С этого времени демоверсии также начали распространяться на CD двумя способами: на дисках, которые распространялись вместе с игровыми журналами, и посредством скачивания через Интернет. Некоторые веб-сайты, такие как FilePlanet.com, специализируются на коллекционировании, в первую очередь, демо-версий игр.
Существует техническое различие между «shareware»-играми и демо-версиями игр. Shareware-игру можно обновить до полной коммерческой версии путём добавления эпизодов и уровней. В этом случае shareware-игра используется как основа для коммерческой «надстройки». В некоторых shareware-играх существовала возможность использовать сохранённые данные в полной версии игры. В то время как современные условно-бесплатные игры стали развиваться в другом направлении, демо-версии представляют собой полностью отделённые от полных версий продукты, которые никак не взаимодействуют с ними. Фактически, современная демо-версия — это полноценная полнофункциональная самодостаточная игра, которая может содержать как однопользовательский, так и многопользовательский режим. Основное отличие от полноценной игры — это существенно меньшее количество контента (содержимого) — например, в демо-версии игры может быть предоставлен только один уровень из полной версии, которую позднее игрок может приобрести в магазине за деньги.
В последнее время очень большую популярность получили такие каналы распространения демо-версий игр, как Xbox Live и PlayStation Network, Steam и другие системы цифровой дистрибуции.
Ещё одним популярным каналом является распространение демо-версий в качестве сопроводительной бонусной продукции. Так, демо-версиями игр могут комплектоваться видеокарты, игровые консоли, игровые аксессуары (например, контроллеры) и т. д.

### Новейшая история демоверсий
В начале марта 2010 года стало известно, что компания Sony зарегистрировала патент, в котором описан новый тип демонстрационных версий. Согласно описанию в патенте, данный тип демоверсий будет являться полной или почти полной версией игры. По мере прохождения игрового прогресса игроком из демоверсии будут плавно удаляться различные особенности и контент. Удаление контента будет реализовано через специальные триггеры. «Обрезание» возможностей и контента должно производиться в соответствии с количеством игровых сессий или по прошествии какого-то времени.

## Описание
Демонстрационная версия компьютерной игры представляет собой полноценную компьютерную игру, имеющую те же самые базовые характеристики и особенности, что и «полноформатные» коммерческие игры. Так, демоверсия использует тот же игровой движок, что и полная версия игры, предоставляет те же геймплей и игровые ощущения. Единственное различие между демоверсией и полноформатной игрой — намного меньшее количество контента у первой.
Демоверсия игры может содержать только однопользовательскую игру, только многопользовательскую, или же оба режима. Однопользовательская кампания содержит один или более уровней, в зависимости от их размера и времени прохождения; общее время прохождения одиночной кампании составляет около одного часа. Мультиплеер содержит один или несколько сетевых уровней, могут присутствовать другие ограничения. Иногда разработчик помещает вместе с демо-версией игры редактор уровней или встроенный бенчмарк (или и то, и другое).
Часто в игровой индустрии встречается ситуация, когда многопользовательская демоверсия является одновременно открытой бета-версией, доступной всем желающим. Иногда разработчики выпускают не одну демоверсию, а две и даже более. В большинстве случаев демоверсия выходит незадолго до релиза игры, но нередки ситуации, когда демоверсия выходит после релиза игры.
Следует отметить, что далеко не все разработчики выпускают демоверсии для своих игр. Иногда демоверсия не выходит в силу определенных причин — например, разработчики жертвуют временем на создание демоверсии, чтобы ускорить сроки разработки полной игры.

## Типы демоверсий
Все игровые демонстрации делятся на две группы: играбельные (англ. playable) и неиграбельные (англ. non-playable). Последние ещё называются «rolling demo» — прокручивающиеся демоверсии. Играбельная демоверсия — это полноценная игра, в которую игрок может играть. Неиграбельная демоверсия по сути представляет собой неинтерактивное медиа, видео, некий тип трейлера: пользователь может только наблюдать за заранее записанным игровым процессом, но никак не влиять на него. Такие неиграбельные демоверсии часто представляются на ранних этапах разработки, когда у разработчика ещё нет возможности предоставить полностью работающий прототип. Также неиграбельные демоверсии часто представляются на различных игровых мероприятиях, таких как E3.

## Мнения о демоверсиях
Многие разработчики отказываются выпускать демонстрационные версии своих игр по тем или иным причинам. Например, сотрудники Vigil Games обосновали отказ от выпуска демоверсии Darksiders нехваткой ресурсов. Аналогично поступили разработчики Gears of War 2, которые также объяснили отказ от выпуска демоверсии этой игры нехваткой времени и ресурсов.
Разработчики PS3-эксклюзива Uncharted 2: Among Thieves перед выходом игры заявили, что «сделать демо-версию синглплеерной части всегда сложно. Можно долго спорить, приносит ли в итоге демо-версия пользу или, наоборот, вредит вам».
В середине апреля 2010 года глава Crytek Джеват Ерли (англ. Cevat Yerli) в интервью изданию Develop высказал своё мнение о демоверсиях компьютерных игр. «Бесплатные демо-версии — это роскошь, которая есть только в игровой индустрии. <…> Эта роскошь присутствует в индустрии уже очень давно, однако я думаю, что в будущем мы не увидим бесплатных демо-версий. <…> В одном я точно уверен — в ближайшее время количество выпускаемых демо-версий серьёзно снизится, так как на их создание уходит слишком много денег, да и времени».